# Dacetini
Dacetini (лат.) — ранее выделявшаяся триба мелких муравьёв из подсемейства Myrmicinae (Formicidae). С 1892 года в неё включалось около 800 видов. В 2014 году была включена в состав расширенной трибы Attini. По другим данным, частично это родовая группа Daceton genus-group в её составе.

## Распространение
Пантропика.

## Описание
Мелкие почвенные муравьи (большинство 1—3 мм; род Daceton до 10 мм) с сердцевидной головой, расширенной кзади. Мандибулы двух типов: длинные с 2—3 апикальными зубцами (Orectognathus, Strumigenys) или короткие треугольные с многочисленными зубцами (Pyramica). Усики 4—6 члениковые. Специализированные охотники на коллембол. Гнёзда в почве, под корнями, в мёртвых ветвях. Семьи малочисленные (до 100 рабочих). Известны социальные паразиты, например вид Strumigenys xenos.

## Систематика
Триба Dacetini впервые была выделена в 1892 году швейцарским мирмекологом Огюстом Форелем. Включала более 800 видов, в том числе около 300 видов, ранее входивших в состав рода Pyramica. В 2014 году триба Dacetini признана парафилетичной, а её роды были включены в состав расширенной трибы Attini. Род Strumigenys сближают с родами Phalacromyrmex и Pilotrochus (из бывшей трибы Phalacromyrmecini) и их вместе с кладой из родов бывшей трибы Basicerotini, а остальные рода Dacetini выделены в родовую группу Daceton genus-group, близкую к муравьям-грибководами Atta genus-group из Attini s.str. (в старом узком составе).
- Триба Dacetini
- Подтриба Dacetiti
  - Род Acanthognathus
  - Род Daceton
- Подтриба Orectognathiti
  - Род Orectognathus
- Подтриба Epopostrumiti
  - Род Colobostruma
  - Род Epopostruma
  - Род Mesostruma
  - Род Microdaceton
- Подтриба Strumigeniti
  - Род Pyramica (=Epitritus, Trichoscapa и др.)
  - Род Strumigenys (=Quadristruma)
- другие (из бывшей трибы Phalacromyrmecini)
  - Род Ishakidris
  - Род Phalacromyrmex
  - Род Pilotrochus

### Синонимия
Синонимами Dacetini (Dacetonini) являются таксоны Basicerotini Brown, 1949, Dacetiti и Phalacromyrmecini Dlussky & Fedoseeva, 1988. В 2007 году было предложено синонимизировать почти все рода трибы Dacetini (включая второй крупнейший род Pyramica) с родом Strumigenys (Baroni Urbani & de Andrade, 2007). Это изменение первоначально не нашло поддержки у некоторых мирмекологов. Поэтому ниже для сравнения приводятся все синонимы для двух близких родов:
- Род Strumigenys
  - Labidogenys Roger, 1862
  - Proscopomyrmex Patrizi, 1946
  - Eneria Donisthorpe, 1948
  - Quadristruma Brown, 1949

- Род Pyramica Roger, 1862
  - Cephaloxys Smith, F. 1865
  - Epitritus Emery, 1869
  - Trichoscapa Emery, 1869
  - Pentastruma Forel, 1912
  - Glamyromyrmex Wheeler, W.M. 1915
  - Codiomyrmex Wheeler, W.M. 1916
  - Tingimyrmex Mann, 1926
  - Codioxenus Santschi, 1931
  - Dorisidris Brown, W.L. 1948
  - Miccostruma Brown, W.L. 1948
  - Neostruma Brown, W.L. 1948
  - Serrastruma Brown, W.L. 1948
  - Smithistruma Brown, W.L. 1948
  - Weberistruma Brown, W.L. 1948
  - Wessonistruma Brown, W.L. 1948
  - Kyidris Brown, W.L. 1949
  - Chelystruma Brown, W.L. 1950
  - Polyhomoa Azuma, 1950
  - Borgmeierita Brown, W.L. 1953
  - Platystruma Brown, W.L. 1953
  - Dysedrognathus Taylor, R.W. 1968
  - Asketogenys Brown, W.L. 1972
  - Cladarogenys Brown, W.L. 1976